# غرانت ماكراكين
غرانت ماكراكين هو عالم إنسان وكاتب كندي، ولد في 1951 في كندا.